# Misteriosul Bagger Vance
Legenda lui Bagger Vance sau Misteriosul Bagger Vance (în engleză The Legend of Bagger Vance) este un film american realizat de regizorul Robert Redford în anul 2000. Filmul este bazat pe cartea cu același titlu scrisă în anul 1995 de Steven Pressfield și transpune povestea Bhagavad Gitei în cadrul Georgiei anilor 1920.

## Sinopsis
Copil minune al orașului Savannah, campion de golf tot atât de fenomenal cât de precoce, și logodnic al încântătoarei și foarte bogatei Adèle Invergordon, Rannulph Junuh nu scapă totuși de încorporare. Împreună cu tovarășii săi de arme, este trimis pe frontul european al Primului Război Mondial. După câțiva ani, în care nu se mai aude nimic despre el, toată lumea crezându-l mort, Junuh se reîntoarce acasă în deplin anonimat, urmărit fiind de amintirea atrocităților pe care le-a trăit în Europa. Marea depresiune economică necruțând pe nimeni, John Invergordon, ruinat, se sinucide, lăsându-și o fiică desperată, împovărată de datorii și un parcurs de golf nou-nouț... 

## Fișă tehnică
- Titlul original: The legend of Bagger Vance
- Realizarea: Robert Redford
- Distribuția: 20th Century Fox în asociere cu DreamWorks Pictures și EPSILON Motion Pictures
- Scenariul: Jeremy Leven
- Producția: KIRSHMEDIA WILWOOD/ALLIED Robert Redford Michael Nozik și Jake Eberts
- Producător executiv: Karen Tenkhoff
- Co-producători: Chris Brigham și Joseph Reidy
- Imaginea: Michael Ballhaus, A.S.C
- Decorurile: Stuart Craig
- Montajul: Hank Corwin
- Muzica: Rachel Portman
- Costumele: Judianna Makowsky
- Costumierul lui Will Smith: Robert Mata
- Costumiera lui Charlize Theron: Cindy Evans
- Supervizarea efectelor vizuale: Richard Chuang
- Casting : Debra Zane, C.S.A.
- Culori: Technicolor
- Visa : N°37600
- Genul: dramatic
- Durata: 121 de minute
- Ieșire pe ecrane în Statele Unite ale Americii: 2 noiembrie 2000, în Franța: 11 aprilie 2001.

## Distribuția filmului
- Will Smith: Bagger Vance
- Matt Damon: Rannulph Junuh
- Charlize Theron: Adele Invergordon
- Bruce McGill: Walter Hagen
- Joel Gretsch: Bobby Jones
- J. Michael Moncrief: Hardy Greaves copil
- Peter Gerety: Neskaloosa
- Michael O'Neill: O.B. Keeler
- Thomas Jay Ryan: Spee Hammond
- Harve Presnell: John Invergordon
- Jack Lemmon: Hardy Greaves în vârstă (non creditat). Ultima apariție a lui Jack Lemmon pe ecran.
- Lane Smith: Grantlance Rice.